# Mój piękny syn
Mój piękny syn (ang. Beautiful Boy) – amerykański dramat filmowy z 2018 roku w reżyserii Felixa Van Groeningena, będący jego anglojęzycznym debiutem. Obraz powstał na podstawie scenariusza Luke'a Daviesa i Felixa Van Groeningena, opartego na wspomnieniach Davida Sheffa Beautiful Boy: A Father's Journey Through His Son's Addiction oraz jego syna Nica Tweak: Growing Up on Methamphetamines. Zdjęcia kręcono w Los Angeles i San Francisco.

## Obsada
- Steve Carell − David Sheff
- Timothée Chalamet − Nicholas Nic Sheff
  - Jack Dylan Grazer − 12-letni Nic Sheff
  - Zachary Rifkin − 8-letni Nic Sheff
  - Kue Lawrence − 4-6-letni Nic Sheff
- Maura Tierney − Karen Barbour-Sheff
- Amy Ryan − Vicki Sheff
- Kaitlyn Dever − Lauren
- Andre Royo − Spencer
- Lisa Gay Hamilton − Rose
- Timothy Hutton − dr Brown
- Amy Forsyth − Diane
- Ricky Low − Destiny
- Stefanie Scott − Julia